# CFR 42 sorozat
A CFR 42 sorozat egy román Co'Co' tengelyelrendezésű 25 kV 50 Hz AC áramrendszerű villamosmozdony-sorozat. Összesen 1 db épült belőle. A CFR 42 sorozat a CFR 40 sorozat 200 km/h sebességre alkalmas változata. A CFR Călători üzemelteti.